# Arnoglossus armstrongi
Arnoglossus armstrongi es una especie de pez de la familia Bothidae en el orden de los Pleuronectiformes.

## Morfología
Pueden llegar alcanzar los 16,9 cm de longitud total.

## Distribución geográfica
Se encuentra en las  costas de Australia (incluyendo Tasmania ).